# Försaltning
Försaltning, eller saltanrikning, förekommer i torra eller halvtorra områden. Det kan vara områden som får konstant lite nederbörd eller områden som har mycket varierande nederbördsmängder och samtidigt har en hög vattenavdunstning.
Jorden försaltas när markvatten tränger upp till marknivå på grund av låg luftfuktighet, höga temperaturer och höga vindhastigheter. Detta gör att salter fälls ut och koncentreras vid markytan, i matjordsskiktet. De områden som löper störst risk för försaltning är sådana där grundvattennivån ligger ytligt eller där jordarterna är täta och svårdränerade. Försaltningen är en effekt av det faller alltför lite regn i dessa torra områden för att laka ut salterna. Ju högre den naturliga salthalten i markvattnet är, desto mer vatten går det åt för att skölja bort det överskott av salt som uppstår, när markvattnet genom kapillärkraften stiger uppåt och avdunstar från markytan.
Aralsjön är ett exempel på ett område som har drabbats av försaltning, detta på grund av felaktig konstbevattning. Man har tillfört marken alldeles för mycket vatten, vatten som har innehållit salter. Salterna har koncentrerats i marken och gjort marken oanvändbar. Felaktig konstbevattning med otillräcklig dränering kan också få till följd att marken försumpas när grundvattenytan stiger och når upp till rotzonen eller till markytan. Växtrötter kan inte överleva i jordporer som under längre tid är helt vattenfyllda.